# 권재영
권재영(1972년 ~ )은 KBS 예능본부의 프로듀서이다.

## 경력
- KBS 예능본부 PD
- KBS 예능운영팀 CP